# さけるチーズ
さけるチーズは雪印メグミルクチーズ研究所が開発、販売するストリングチーズ。

## 概要
山梨県の小淵沢にある雪印メグミルクチーズ研究所で引っ張るとチーズが裂ける物性であることからに注目し、さけると楽しいのではないかという遊び心から誕生したと広報されている。ナチュラルチーズを作る途中でチーズの組織が糸状になる性質を利用している。帯広畜産大学名誉教授の有賀秀子氏らとの共同研究開発の末、商品化されたと主張されている。
一方ストリングチーズの項にあるようにアメリカにおいては全く同様の商品が数年先行し開発、販売されていた。
さけるチーズのチーズは熟成させないタイプのナチュラルチーズ。チーズの中のたんぱく質が完全に分解されていない状態になっており、たんぱく質が伸ばした方向にきれいに並ぶことからチーズを温めた後に伸ばして冷やすことで縦方向にさける仕組みとなっている。
日本においてこの種のアメリカスタイルのストリングチーズは「雪印北海道100 さけるチーズ（雪印メグミルクが製造・販売）」が2011年においてはほぼ市場を独占していた。2023年においても市場シェア90%以上を占めていると報道されており、国内においてジャンル内で圧倒的な競争力を持つ。1980年よりストリングチーズとして販売開始。当初はしお味とスモーク味の2種類であった。2020年代に入りコロナ禍で家庭でのおつまみとして需要が高まり、70億円を投資して大樹工場での生産を増産することになった（2023年春稼働）。

## 歴史
- 1976年 フランク・ベイカーとジェブ・カブスがアメリカにおいてストリングチーズを開発、販売を開始する[5]。
- 1980年（昭和55年） - 雪印がストリングチーズとして販売開始。しお味とスモーク味のラインナップ
- 1992年（平成4年） - ハンガリー舞曲にのってチーズをさく姿が印象的なテレビCMを開始[6]。
- 1995年（平成7年） - 商品名をさけるチーズに変更。レッドペッパー味（現とうがらし味）発売
- 2007年（平成19年） - さけるチーズが雪印北海道100のブランドに加わる。
- 2010年（平成22年） - 発売30周年記念キャンペーンで、まえだまえだのWEB限定ネタなど動画配信[7]。
- 2014年（平成23年） - ほたて味発売
- 2015年（平成27年） - ローストガーリック味、バター醤油味発売
- 2016年（平成28年） - 雪印メグミルク株式会社によって、「雪印メグミルク＼さけるチーズ」が商標登録される。
- 2018年（平成30年） - ベーコン味発売
- 2023年（令和5年） - コンソメ味発売
- 2024年（令和6年） - 3月9日が「さけるチーズの日」にとして記念日登録され、同日に豊洲にて「さけるチーズフェス2024」が開催[8]
- 2025年（令和7年） - 2本入りが創業100周年ロゴ入りのパッケージへ変更（自然切替、同時にコーポレートシンボル・社名ロゴも新ロゴへ変更）

## 商品ラインナップ
以下に商品ラインナップを提示する。
- プレーン
- スモーク味
- とうがらし味
- ローストガーリック味
- バター醤油味
- コンソメ味

さけるチーズが爆発しているパッケージ
他のチーズにはない『さいて食べる』というエンターテイメント性があるので、そのワクワク感がお客様に伝わればいいな、とパッケージの写真が異なるタイプを発売。ボンバー系が入っている確率は、1本入りの場合が32分の1（約3％）、2本入りだと16分の1（約6％）。

## 食べ方
- 輪切りにする（味も濃くなるし食べ応えも出る）[11]
- 輪切りにして焼く（弾力ある食感がキモ、焦げめがついて香ばしい）[12]
- チキンに乗せて電子レンジで温める[13]